# قائمة إصدارات فيرفكس

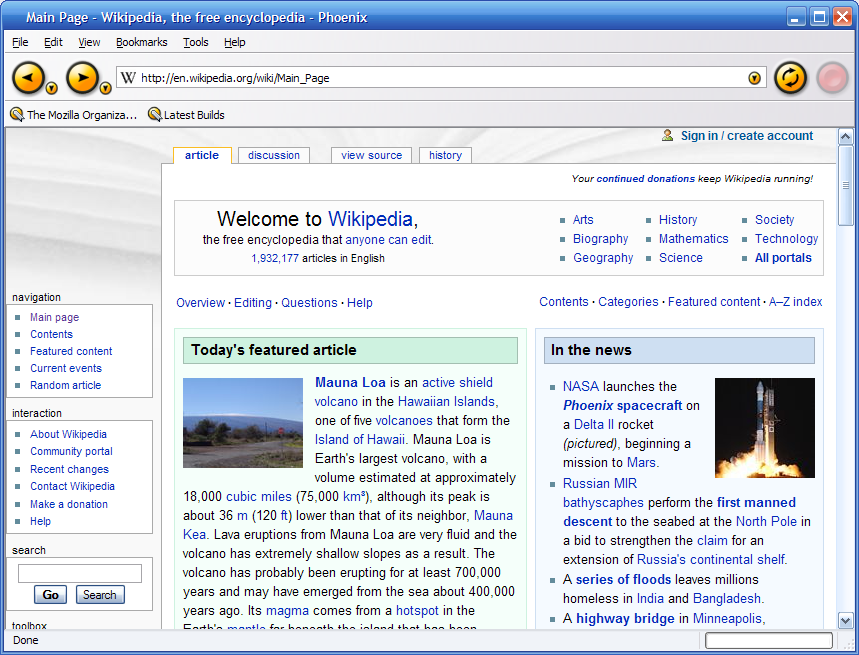

موزيلا فايرفوكس هو حاليا يطور ثلاث نسخ الليلية والبيتا والمستقرة المستقرة مطورة في عدة نظم تشغيل منها لينكس ووندوز

## فايرفوكس 3
في يوم الثلاثاء 17 يونيو 2008 أطلق فايرفوكس 3 وذلك بعد 34 شهر من التطور النشط ولآلاف المساهمات في يوم التحميل حيث تريد موزيلا دخول موسوعة جينس للارقام القياسة لاكثر برنامج يتحمل في يوم واحد.
وقد حقق برنامج فايرفوكس 3 بداية قوية في أول يوم من انطلاقه الثلاثاء حين قام 7 ملايين شخص بتحميل أحدث نسخة من برنامج تصفح إنترنت في اليوم الأول من طرحه.
إذ ذكر «جون ليلي» الرئيس التنفيذي لشركة «موزيلا» أنه جرى تحميل ما مجموعه 8.3 مليون نسخة من المتصفح خلال الأربعة وعشرين ساعة الأولى من ظهوره على الشبكة. غير أن انطلاقه واجه بعض المشكلات حين انقطع اتصال مزودات خدمة موزيلا بالشبكة لأكثر من ساعة بسبب كثرة انشغال الشبكة.
وقد لا يثير الدهشة أن نعرف أن العدد الأكبر من عمليات التحميل حدثت من الولايات المتحدة بوصولها إلى أكثر من 2.6 مليون عملية. وتبعتها ألمانيا (662,000) واليابان (403,000) ثم بريطانيا (295,000). أما الدول الأخرى التي كانت لها أرقام كبيرة فهي كندا (223,000) والصين (173,000) وفرنسا (290,000) والدولة الوحيدة التي مثلت الشرق الأوسط هي إيران (250,000).
وبحسب شركة «نت أبليكيشنز» المتخصصة بقياسات المواقع الإلكترونية فقد زادت حصة فايرفوكس 3.0 في السوق يوم الثلاثاء إلى أربعة أضعاف قيمتها ثم بلغت الذروة في يوم الأربعاء بتحقيق 4.3%.
وكانت موزيلا قد شنت حملة سبقت انطلاق البرنامج لتشجيع المستخدمين على الحصول على المتصفح في اليوم الأول لطرحه من أجل تحقيق رقم قياسي في عدد عمليات التحميل يؤهلها لدخول موسوعة جينيس العالمي للأرقام القياسية. وقد ذكرت الشركة مراراً أنها ترغب في التغلب على رقمها القياسي السابق حين حققت 1.6 مليون عملية تحميل لبرنامج فايرفوكس 2.0 الذي تم طرحه في أكتوبر/تشرين الأول من 2006.

## خصائص نسخة فايرفوكس 3
من بين الخصائص الجديدة التي يتميز بها فايرفوكس 3.0 هو تسهيل أداة حفظ المواقع الإلكترونية في قائمة المواد المفضلة (Bookmarking) مع احتوائه على معالج للمواد الإضافية (Add-ons) يتيح للمستخدمين تحميل برامج إضافية حسب رغبتهم. كما تقول موزيلا أن النسخة الجديدة تظهر صفحات الشبكة بسرعة أكبر من النسخ السابقة. ومن بين التحسينات المثيرة للجدل التي أدخلت عليه هو «شريط المواقع الذكي»، إذ بمقدور شريط العناوين الجديد أن يؤدي وظيفة شريط أرشيف المواقع (History bar) وينجز العناوين ويصنف النتائج في الوقت ذاته.

## فايرفوكس 4
شملت هذه النسخة عدة تحسينات منها:
- محرك جافا سكريبت جديد اسمه JaegerMonkey حيث تحسنت نتيجة فايرفوكس بأكثر من 4 أضعاف في اختبارات السرعة Benchmarks
- إمكانية بناء امتدادات المتصفح تقبل التثبيت دون الحاجة لإعادة التشغيل
- تغييرات في واجهة المستخدم شملت إنقاص عدد القوائم والأزرار (مثل دمج الأزرار "go" "reload" "stop") وإمكانية تعويض شريط القوائم (ملف تحرير عرض...) بزر واحد، بالإضافة إلى طريقة جديدة في تنبيه المستخدمين (doorhanger notifications)، وخاصية بانوراما (Panorama) لترتيب الألسنة المفتوحة، بالإضافة إلى إضافة خاصية app tab
- محرك العرض Gecko 2 الذي يدعم تكنولوجيا جديدة مثل HTML5,CSS3,Webm,WebGL
- خاصية المزامنة Firefox Sync (لمزامنة الصفحات المفضلة، تاريخ التصفح وكلمات السر بين عدة كمبيوترات أو مع الهاتف النقال).
- تقتية Hardware acceleration لاستغلال قوة كارت الشاشة لتسريع عرض صفحات الويب

## فايرفوكس 5
هي أول نسخة صدرت في إطار «دورة التطوير السريعة»
- تحسين الأمان والثبات
- دعم أحسن لمعايير الوب القياسية HTML5,CSS3,MathML,XHR و SMIL
- تغييرات طفيفة جدا على واجهة المستخدم

## فايرفوكس 7
هي ثالث نسخة صدرت في إطار «دورة التطوير السريعة», وقد صدرت في تاريخ 27 سبتمبر 2011, وأهم ما تم فيها:
- انخفاض في كمية استهلاك الذاكرة العشوائية يقدر بين 20% إلى 50%.
- تطوير محرك HTML 5.
- تطوير في خاصية Canvas والتي تسمح للمطورين ببناء تطبيقات ويب أكثر تفاعلاً.

## فايرفوكس 8
- هذه النسخة تقوم بالتحكم بكمية استهلاك الذاكرة بشكل أفضل من النسخة السابقة.
- سد لعدد من الثغرات في المتصفح.
- إضافة موقع Twitter ضمن خيارات البحث.

## فايرفوكس 9
- أصبح المتصفح أسرع بنسبة 30% في معالجة شفرات JavaScript بعد تسريع SpiderMonkey لمحرك JavaScript الخاص بالمتصفح، وبعد إضافة Type inference.
- دعم أفضل لـ CSS3, وHTML5, وMathML.
- إمكانية التحقق من خاصية Do Not Track من خلال JavaScript.
- إصلاح مجموعة من العلل.
- دعم أفضل للواجهة الرسومية لنظام OS X.
- دعم أفضل لتصفح من خلال أصبعين لنظام OS X.

## فايرفوكس 10
- تحسين أداء JavaScript.
- دعم الاستعلام عن طريق JavaScript.
- دعم الإيماءات لنظام OS X الخاصة بالتصفح بواسطة اصبعين.
- إصلاح مشكلة عدم التكامل مع نظام OS X.
- دعم أفضل لـ CSS3, وHTML5, وMathML.
- إضافة دعم CSS font-stretch.
- حل مشكلة عدم الاستقرار.

## فايرفوكس 11
- في هذا الإصدار تم إضافة تزامن الإضافات من التزامن المرفق مع المتصفح.
- دعم بروتوكول SDPY الذي تم تطويره من قبل Google لتسريع تحميل الصفحات.
- إضافة خاصية Inspect والتي تساعد المطورين على تعديل الصفحات ومشاهدة الكود المصدري لصفحة بشكل أدق.
- إضافة خاصية Tilt والتي تمكن المطورين من مشاهدة بناء الصفحة بصيغة ثلاثية الأبعاد 3D من على المتصفح.
- إمكانية استيراد المفضلة وسجل التصفح من متصفح Google Chrome.

## فايرفوكس 12
- إضافة خاصية التحديثات الصامته، والتي تتم من دون أخذ موافقة من قبل المستخدم.
- ترقيم السطور عند تصفح مصدر الصفحة.
- إمكانية لصق عناوين الصفحات المراد تحميلها في نافذة التحميل ليتم تحميلها.

## فايرفوكس 13
- واجهة مختلفة كلياً، لتساهم في تحسين السرعة والتفاعل من المتصفح.
- تحسين في استهلاك الذاكرة.
- دعم أكبر للخصوصية والتصفح الآمن.
- إضافة زر Reset لاستعادة المتصفح للوضع الافتراضي مع الاحتفاظ بكافة البيانات المسجلة من الوضع الآمن.

## فايرفوكس 14
في هذه النسخة من فايرفوكس، تم إطلاق الإصدار الخاص بنظام الأندرويد للهواتف ولم يتم فيه دعم الأجهزة اللوحية، ومميزاته ما يلي:
- دعم أفضل لـ HTML5 والفلاش.
- تزامن أفضل للمواقع التي تمت زيارتها وكلمات المرور.
- تحسن كبير من ناحية السرعة والاستجابة.

## فايرفوكس 15
- تحسين نسبة استخدام الذاكرة للأجهزة التي تعتمد على الكثير من الإضافات للمتصفح.
- تحسين في compressed textures في تطبيقات WebGL عند استخدام صور عالية.
- تحسين في أداء الألعاب الثلاثية الابعاد 3D.

## فايرفوكس 16
في هذه النسخة تم تقديم دعم كبير للمطورين، وأهم ما جاء في هذه النسخة ما يلي:
- دعم أكبر للمطورين، وذلك بإضافة الكثير من الأدوات المساعدة ضمن المتصفح كتقنيات الرسوم المتحركة، وتأثيرات الانتقال والتحول، وفهرسة قواعد البيانات الخاصة بلغة CSS3.
- قدم هذا الإصدار الدعم الأولي لتطبيقات الويب في أنظمة التشغيل.
- دعم خاصية التحكم بالصوت على نظام OS X.
- تغييرات طفيفت على واجهة المتصفح.

الجدير بالذكر أن هذه النسخة تم سحبها من الموقع بعد عدة ساعات من إتاحته لتحميل لوجود ثغرة أمنية تتيح للمواقع التي تحتوي على برمجيات خبيثة من الوصول إلى المواقع التي سبق أن قمت بزيارتها أو تاريخ التصفح الخاص بك، وبعد عدة ساعات قامت بإصدار النسخة المحسنة والخالية من هذه الثغرة فايرفوكس 16.0.1.

## فايرفوكس 16.0.1
هي نفس النسخة السابقة، ولكن تم فيها ترقيع ثغرة حرجة تتكمن من خلالها المواقع التي تحتوي على برمجيات خبثة من الوصول إلى سجل التصفح.

## فايرفوكس 16.0.2
في هذه النسخة تم إصلاح بعض المشاكل الأمنية والتي كانت توجد في عدد من برمجيات موزيلا.

## فايرفوكس 17
حصلت هذه النسخة على المزيد من الأدوات التي تخص المطورين، حيث حصل على واجهة API  اجتماعية ستمكن المطورين من عمل إضافات تساعد المستخدمين على التواصل بشكل أسرع عبر الشبكات الاجتماعية دون الحاجة إلى الدخول إلى مواقع تلك الشبكات، كما أضاف ميزة إمكانية التواصل المباشر مع الأصدقاء عبر فيسبوك دون الحاجة إلى الدخول إلى موقع الشبكة، وذلك عبر تفعيل تلك الإضافة المدمجة مع المتصفح، وفي الأسفل أبرز ما قد تم إضافته إلى هذه النسخة:
- دعم نظام الإشعارات/التنبيهات في نظام Mac OS X 10.8.
- تحسينات أمنية لـ HTML 5.
- أكثر من 20 تعديل لتحسين الأداء وبعض الإصلاحات في نافذة اللسان الجديد.
- إصلاح مشكلة عدم عمل المؤشر مع بعض التطبيقات.
- تحسينات تخص أداة Web Console للمطورين.
- جعل الخرائط التي تعمل بـ JavaScript أو Sets تعمل بالـ iterable.
- تحسين أسلوب عرض الشريط العلوي للمتصفح.

## فايرفوكس 18
في تاسع يوم من بداية السنة الميلادية الجديدة 2013, تم إطلاق هذه النسخة، وأبرز ما تم فيها:
- الاعتماد على تقنية IonMonkey والتي تساعد على تسريع JavaScript التابعة للمتصفح.
- تحسين دعم المتصفح لـ HTML 5.
- دعم ميزة التصفح الآمن في نسخة الهواتف الذكية من فايرفوكس.
- تكامل المتصفح مع Google Now في نظام Android.
- دعم شاشة العرض الريتينا لنظام OS X 10.7 وأعلى.
- دعم المرحلة التمهيدية لـ WebRTC.